# Bauang
Bauang là một đô thị hạng 1 ở tỉnh La Union. Theo số liệu điều tra dân số mới nhất, dân số đô thị này là 69.837 người trong 12.298 hộ.
Đô thị này giáp Thành phố San Fernando về phía bắc, Caba về phía nam, Naguilian về phía đông, Biển Đông về phía tây.

## Các đơn vị hành chính
Bauang được chia ra 39 barangay.
| - Acao - Baccuit Norte - Baccuit Sur - Bagbag - Ballay - Bawanta - Boy-utan - Bucayab - Cabalayangan - Cabisilan - Calumbaya - Carmay - Casilagan | - Central East - Central West - Dili - Disso-or - Guerrero - Nagrebcan - Pagdalagan Sur - Palintucang - Palugsi-Limmansangan - Parian Oeste - Parian Este - Paringao - Payocpoc Norte Este | - Payocpoc Norte Oeste - Payocpoc Sur - Pilar - Pudoc - Pottot - Pugo - Quinavite - Lower San Agustin - Santa Monica - Santiago - Taberna - Upper San Agustin - Urayong |